# レネ・スタブス
レネ・スタブス（Rennae Stubbs, 1971年3月26日 - ）は、オーストラリア・シドニー出身の女子プロテニス選手。ダブルスの名手としてよく知られ、長年アメリカのリサ・レイモンドとペアを組んで多くのタイトルを獲得してきた。WTAツアーでシングルスの優勝はないが、ダブルスで60勝を挙げた。自己最高ランキングはシングルス64位、ダブルス1位。身長178cm、体重65kg、右利き。4大大会では女子ダブルス4勝、混合ダブルス2勝を挙げた。

## 来歴
レネ・スタブスは1992年から女子テニス国別対抗戦・フェドカップのオーストラリア代表選手となり、2011年まで代表選手として活躍を続けた。通算のフェド杯戦績でも、彼女はほとんどすべてダブルス戦の出場であり、シングルスはわずか3試合の出場しかない（3戦全敗）。オリンピックの代表選手としても、1996年アトランタ五輪、2000年シドニー五輪、2004年アテネ五輪、2008年北京五輪の4大会に出場した。アテネ五輪の女子ダブルスではアリシア・モリクとペアを組み、準々決勝で中国ペアの李婷&孫甜甜組に 3-6, 2-6 で敗れた。
フェド杯代表選手に選ばれた1992年から、スタブスはWTAツアーでもダブルスのスペシャリストとして成績を伸ばしてきた。彼女のダブルス初優勝は1992年2月、日本の大阪の大会でヘレナ・スコバとペアを組んだ勝利から始まる。この大阪大会では、1回戦で神尾米のペアに勝ち、準決勝では伊達公子のペアを破って勝ち進んだ。同年5月のドイツ・ハンブルク大会ではシュテフィ・グラフとのペアで勝ち、この後も2勝を挙げて、1992年度は女子ダブルスで年間4勝を記録した。
1996年から、スタブスはほとんどの大会でリサ・レイモンドと組むようになる。2000年の全豪オープンで、スタブスはレイモンドとの女子ダブルスと、ジャレッド・パーマーと組んだ混合ダブルスの2部門で優勝し、両部門で4大大会初優勝を飾った。女子ダブルス決勝では、スタブスとレイモンドはマルチナ・ヒンギスとマリー・ピエルスの組を 6-4, 5-7, 6-4 で破り、ヒンギスの全豪ダブルス4連覇を阻止している。2001年、スタブスとレイモンドの組はウィンブルドンと全米オープンで4大大会女子ダブルス2連勝を達成した。ウィンブルドン決勝では杉山愛とキム・クライシュテルスの組を 6-4, 6-3 で破り、全米オープンでスタブスは2度目の女子ダブルス・混合ダブルス2部門制覇を果たしている。
スタブスとレイモンドは、ダブルスでパートナーを組んでいた間、私生活でもレズビアン関係にあった（後にスタブスが明らかにした）。2004年のウィンブルドン女子ダブルスでは、ジンバブエのカーラ・ブラックとペアを組んで3年ぶり2度目の優勝を果たし、杉山愛とリーゼル・フーバーの組を 6-3, 7-6 で破った。2006年度は年頭にアメリカのコリーナ・モラリューと組んだ優勝が1つあるが、シーズン途中からカーラ・ブラックと組むことが多くなった。2007年と2008年はクベタ・ペシュケと組み、2009年以後は同じオーストラリアのサマンサ・ストーサーと組んで大半の試合に出場している。
スタブスはシングルスはあまり得意ではなく、4大大会の女子シングルスでも2回戦止まりの成績であった。そのため、2001年以後はWTAツアー大会でもダブルスのみに出場した。
レネ・スタブスはダブルス初優勝を飾った1992年の大阪大会の後も、日本のトーナメントに数多く出場してきた。最近では2001年から2004年にかけて、東京体育館の「東レ パン・パシフィック・オープン・テニストーナメント」でダブルス4連覇を達成している。2001年と2002年はレイモンドとのペアであったが、2003年はロシアのエレーナ・ボビナ、2004年はジンバブエのカーラ・ブラックと組んで優勝した。
スタブスは2011年に現役を引退した。

## WTAツアー決勝進出結果

### ダブルス: 103回 (60勝43敗)
| 大会グレード           | 大会グレード                 |
| 2008年以前             | 2009年以後                   |
| ---------------------- | ---------------------------- |
| グランドスラム (4-3)   |                              |
| WTAファイナルズ (1-4)  |                              |
| ティア I (19-9)        | プレミア・マンダトリー (0-0) |
| ティア I (19-9)        | プレミア5 (0-2)              |
| ダブルス・カップ (0–1) |                              |
| ティア II (26–16)      | プレミア (1-2)               |
| ティア III (8-5)       | インターナショナル (0–0)     |
| ティア IV ＆ V (1-1)   | インターナショナル (0–0)     |

| 結果   | No. | 決勝日         | 大会                 | サーフェス        | パートナー                       | 対戦相手                                                            | スコア                 |
| ------ | --- | -------------- | -------------------- | ----------------- | -------------------------------- | ------------------------------------------------------------------- | ---------------------- |
| 優勝   | 1.  | 1992年2月9日   | 大阪                 | カーペット (室内) | ヘレナ・スコバ                   | サンディ・コリンズ レイチェル・マッキラン                           | 3–6, 6–4, 7–5          |
| 優勝   | 2.  | 1992年5月3日   | ハンブルク           | クレー            | シュテフィ・グラフ               | マノン・ボーラグラフ アランチャ・サンチェス・ビカリオ               | 4–6, 6–3, 6–4          |
| 優勝   | 3.  | 1992年6月14日  | バーミンガム         | 芝                | ロリ・マクニール                 | サンディ・コリンズ エルナ・ライナッハ                               | 5–7, 6–3, 8–6          |
| 優勝   | 4.  | 1992年8月23日  | モントリオール       | ハード            | ロリ・マクニール                 | ジジ・フェルナンデス ナターシャ・ズベレワ                           | 3–6, 7–5, 7–5          |
| 準優勝 | 1.  | 1993年1月17日  | シドニー             | ハード            | ロリ・マクニール                 | パム・シュライバー エリザベス・スマイリー                           | 6–7(4), 2–6            |
| 準優勝 | 2.  | 1993年2月1日   | 東京                 | カーペット (室内) | ロリ・マクニール                 | マルチナ・ナブラチロワ ヘレナ・スコバ                               | 4–6, 3–6               |
| 優勝   | 5.  | 1993年3月15日  | インディアンウェルズ | ハード            | ヘレナ・スコバ                   | アン・ブンダーリヒ パトリシア・ヒー                                 | 6–3, 6–4               |
| 優勝   | 6.  | 1993年5月2日   | ハンブルク           | クレー            | シュテフィ・グラフ               | ラリサ・ネーランド ヤナ・ノボトナ                                   | 6–4, 7–6(5)            |
| 準優勝 | 3.  | 1993年8月1日   | サンファン           | ハード            | ジジ・フェルナンデス             | アン・ブンダーリヒ デビー・グラハム                                 | 7–5, 5–7, 5–7          |
| 優勝   | 7.  | 1994年2月10日  | 大阪                 | カーペット (室内) | ラリサ・ネーランド               | パム・シュライバー エリザベス・スマイリー                           | 6–4, 6–7(2), 7–5       |
| 優勝   | 8.  | 1994年5月22日  | ストラスブール       | クレー            | ロリ・マクニール                 | パトリシア・タラビーニ カロリネ・ビス                               | 6–3, 3–6, 6–2          |
| 準優勝 | 4.  | 1995年2月5日   | 東京                 | カーペット (室内) | リンゼイ・ダベンポート           | ジジ・フェルナンデス ナターシャ・ズベレワ                           | 0–6, 3–6               |
| 準優勝 | 5.  | 1995年2月19日  | パリ                 | カーペット (室内) | マノン・ボーラグラフ             | メレディス・マグラス ラリサ・ネーランド                             | 4–6, 1–6               |
| 準優勝 | 6.  | 1995年5月22日  | エディンバラ         | クレー            | マノン・ボーラグラフ             | メレディス・マグラス ラリサ・ネーランド                             | 2–6, 6–7(2)            |
| 優勝   | 9.  | 1995年6月12日  | バーミンガム         | 芝                | マノン・ボーラグラフ             | ニコル・ブラドケ クリスティン・ラドフォード                         | 3–6, 6–4, 6–4          |
| 準優勝 | 7.  | 1995年9月10日  | 全米オープン         | ハード            | ブレンダ・シュルツ＝マッカーシー | ジジ・フェルナンデス ナターシャ・ズベレワ                           | 5–7, 3–6               |
| 準優勝 | 8.  | 1995年11月5日  | ケベックシティ       | ハード (室内)     | リサ・レイモンド                 | ニコル・アレント マノン・ボーラグラフ                               | 6–7(6), 6–4, 2–6       |
| 準優勝 | 9.  | 1996年3月3日   | リンツ               | カーペット (室内) | ヘレナ・スコバ                   | メレディス・マグラス マノン・ボーラグラフ                           | 4–6, 4–6               |
| 優勝   | 10. | 1996年11月3日  | シカゴ               | カーペット (室内) | リサ・レイモンド                 | Angela Lettiere 宮城ナナ                                            | 6–1, 6–1               |
| 優勝   | 11. | 1996年11月17日 | フィラデルフィア     | カーペット (室内) | リサ・レイモンド                 | ニコル・アレント ロリ・マクニール                                   | 6–4, 3–6, 6–3          |
| 優勝   | 12. | 1997年10月26日 | ケベックシティ       | ハード (室内)     | リサ・レイモンド                 | アレクサンドラ・フセ ナタリー・トージア                             | 6–4, 5–7, 7–5          |
| 優勝   | 13. | 1997年11月16日 | フィラデルフィア     | カーペット (室内) | リサ・レイモンド                 | リンゼイ・ダベンポート ヤナ・ノボトナ                               | 6–3, 7–5               |
| 優勝   | 14. | 1998年2月22日  | ハノーファー         | カーペット (室内) | リサ・レイモンド                 | エレーナ・リホフツェワ カロリネ・ビス                               | 6–1, 6–7(4), 6–3       |
| 準優勝 | 10. | 1998年4月5日   | ヒルトン・ヘッド     | クレー            | リサ・レイモンド                 | コンチタ・マルティネス パトリシア・タラビーニ                       | 6–3, 4–6, 4–6          |
| 準優勝 | 11. | 1998年6月14日  | バーミンガム         | 芝                | リサ・レイモンド                 | エルス・カレンズ ジュリー・アラール＝デキュジス                     | 6–2, 4–6, 4–6          |
| 優勝   | 15. | 1998年8月14日  | ボストン             | ハード            | リサ・レイモンド                 | マリアン・デ・スウォート メアリー・ジョー・フェルナンデス           | 6–4, 6–4               |
| 準優勝 | 12. | 1998年10月25日 | モスクワ             | カーペット (室内) | リサ・レイモンド                 | マリー・ピエルス ナターシャ・ズベレワ                               | 3–6, 4–6               |
| 優勝   | 16. | 1999年2月28日  | オクラホマシティ     | ハード (室内)     | リサ・レイモンド                 | アマンダ・クッツァー ジェシカ・ステック                             | 6–3, 6–4               |
| 準優勝 | 13. | 1999年4月11日  | アメリアアイランド   | クレー            | リサ・レイモンド                 | コンチタ・マルティネス パトリシア・タラビーニ                       | 5–7, 6–0, 4–6          |
| 準優勝 | 14. | 1999年8月15日  | ロサンゼルス         | ハード            | リサ・レイモンド                 | アランチャ・サンチェス・ビカリオ ラリサ・ネーランド                 | 2–6, 7–6(5), 0–6       |
| 優勝   | 17. | 1999年8月29日  | ニューヘイブン       | ハード            | リサ・レイモンド                 | エレーナ・リホフツェワ ヤナ・ノボトナ                               | 7–6(1), 6–2            |
| 優勝   | 18. | 1999年10月17日 | チューリッヒ         | カーペット (室内) | リサ・レイモンド                 | ナタリー・トージア ナターシャ・ズベレワ                             | 6–2, 6–2               |
| 優勝   | 19. | 1999年10月24日 | モスクワ             | カーペット (室内) | リサ・レイモンド                 | ジュリー・アラール＝デキュジス アンケ・フーバー                     | 6–1, 6–0               |
| 優勝   | 20. | 1999年11月14日 | フィラデルフィア     | カーペット (室内) | リサ・レイモンド                 | チャンダ・ルビン サンドリーヌ・テスチュ                             | 6–1, 7–6(2)            |
| 優勝   | 21. | 2000年1月30日  | 全豪オープン         | ハード            | リサ・レイモンド                 | マルチナ・ヒンギス マリー・ピエルス                                 | 6–4, 5–7, 6–4          |
| 優勝   | 22. | 2000年5月21日  | ローマ               | クレー            | リサ・レイモンド                 | アランチャ・サンチェス・ビカリオ マギ・セルナ                       | 6–3, 4–6, 6–2          |
| 優勝   | 23. | 2000年5月28日  | マドリード           | クレー            | リサ・レイモンド                 | ガラ・レオン・ガルシア マリア・サンチェス・ロレッツォ               | 6–1, 6–3               |
| 準優勝 | 15. | 2000年6月25日  | イーストボーン       | 芝                | リサ・レイモンド                 | 杉山愛 ナタリー・トージア                                           | 6–2, 3–6, 6–7(3)       |
| 優勝   | 24. | 2000年8月6日   | サンディエゴ         | ハード            | リサ・レイモンド                 | リンゼイ・ダベンポート アンナ・クルニコワ                           | 4–6, 6–3, 7–6(6)       |
| 準優勝 | 16. | 2000年11月12日 | フィラデルフィア     | カーペット (室内) | リサ・レイモンド                 | マルチナ・ヒンギス アンナ・クルニコワ                               | 2–6, 5–7               |
| 準優勝 | 17. | 2001年1月14日  | シドニー             | ハード            | リサ・レイモンド                 | アンナ・クルニコワ バルバラ・シェット                               | 2–6, 5–7               |
| 優勝   | 25. | 2001年2月4日   | 東京                 | カーペット (室内) | リサ・レイモンド                 | アンナ・クルニコワ イロダ・ツルヤガノワ                             | 7–6(5), 2–6, 7–6(6)    |
| 優勝   | 26. | 2001年3月4日   | スコッツデール       | ハード            | リサ・レイモンド                 | キム・クライシュテルス メガン・ショーネシー                         | 不戦勝                 |
| 準優勝 | 18. | 2001年4月1日   | マイアミ             | ハード            | リサ・レイモンド                 | アランチャ・サンチェス・ビカリオ ナタリー・トージア                 | 0–6, 4–6               |
| 優勝   | 27. | 2001年4月22日  | チャールストン       | クレー            | リサ・レイモンド                 | ビルヒニア・ルアノ・パスクアル パオラ・スアレス                     | 5–7, 7–6(5), 6–3       |
| 準優勝 | 19. | 2001年5月26日  | マドリード           | クレー            | リサ・レイモンド                 | ビルヒニア・ルアノ・パスクアル パオラ・スアレス                     | 5–7, 6–2, 6–7(4)       |
| 優勝   | 28. | 2001年6月23日  | イーストボーン       | 芝                | リサ・レイモンド                 | カーラ・ブラック エレーナ・リホフツェワ                             | 6–2, 6–2               |
| 優勝   | 29. | 2001年7月8日   | ウィンブルドン       | 芝                | リサ・レイモンド                 | キム・クライシュテルス 杉山愛                                       | 6–4, 6–3               |
| 優勝   | 30. | 2001年9月9日   | 全米オープン         | ハード            | リサ・レイモンド                 | キンバリー・ポー ナタリー・トージア                                 | 6–2, 5–7, 7–5          |
| 優勝   | 31. | 2001年11月4日  | ミュンヘン           | ハード (室内)     | リサ・レイモンド                 | カーラ・ブラック エレーナ・リホフツェワ                             | 7-5, 3-6, 6-3          |
| 優勝   | 32. | 2002年1月13日  | シドニー             | ハード            | リサ・レイモンド                 | マルチナ・ヒンギス アンナ・クルニコワ                               | 不戦勝                 |
| 優勝   | 33. | 2002年2月3日   | 東京                 | カーペット (室内) | リサ・レイモンド                 | エルス・カレンズ ロベルタ・ビンチ                                   | 6–1, 6–1               |
| 優勝   | 34. | 2002年3月3日   | スコッツデール       | ハード            | リサ・レイモンド                 | カーラ・ブラック エレーナ・リホフツェワ                             | 6–3, 5–7, 7–6(4)       |
| 優勝   | 35. | 2002年3月16日  | インディアンウェルズ | ハード            | リサ・レイモンド                 | エレーナ・デメンチェワ ヤネッテ・フサロバ                           | 7–5, 6–0               |
| 優勝   | 36. | 2002年4月1日   | マイアミ             | ハード            | リサ・レイモンド                 | ビルヒニア・ルアノ・パスクアル パオラ・スアレス                     | 7–6(4), 6–7(4), 6–3    |
| 優勝   | 37. | 2002年4月21日  | チャールストン       | クレー            | リサ・レイモンド                 | アレクサンドラ・フセ カロリネ・ビス                                 | 6–4, 3–6, 7–6(4)       |
| 準優勝 | 20. | 2002年6月9日   | 全仏オープン         | クレー            | リサ・レイモンド                 | ビルヒニア・ルアノ・パスクアル パオラ・スアレス                     | 4–6, 2–6               |
| 優勝   | 38. | 2002年6月22日  | イーストボーン       | 芝                | リサ・レイモンド                 | カーラ・ブラック エレーナ・リホフツェワ                             | 6–7(5), 7–6(6), 6–2    |
| 優勝   | 39. | 2002年7月28日  | スタンフォード       | ハード            | リサ・レイモンド                 | ヤネッテ・フサロバ コンチタ・マルティネス                           | 6–1, 6–1               |
| 準優勝 | 21. | 2003年1月12日  | シドニー             | ハード            | コンチタ・マルティネス           | キム・クライシュテルス 杉山愛                                       | 3–6, 3–6               |
| 優勝   | 40. | 2003年2月2日   | 東京                 | カーペット (室内) | エレーナ・ボビナ                 | リサ・レイモンド リンゼイ・ダベンポート                             | 6–3, 6–4               |
| 優勝   | 41. | 2003年8月10日  | ロサンゼルス         | ハード            | マリー・ピエルス                 | エレーナ・ボビナ エルス・カレンズ                                   | 6–3, 6–3               |
| 優勝   | 42. | 2003年10月12日 | フィルダーシュタット | ハード (室内)     | リサ・レイモンド                 | カーラ・ブラック マルチナ・ナブラチロワ                             | 6–2, 6–4               |
| 準優勝 | 22. | 2003年11月2日  | フィラデルフィア     | ハード (室内)     | カーラ・ブラック                 | リサ・レイモンド マルチナ・ナブラチロワ                             | 3–6, 4–6               |
| 優勝   | 43. | 2004年1月17日  | シドニー             | ハード            | カーラ・ブラック                 | ディナラ・サフィナ メガン・ショーネシー                             | 7–5, 3–6, 6–4          |
| 優勝   | 44. | 2004年2月8日   | 東京                 | カーペット (室内) | カーラ・ブラック                 | エレーナ・リホフツェワ マグダレナ・マレーバ                         | 6–0, 6–1               |
| 準優勝 | 23. | 2004年5月22日  | ウィーン             | クレー            | カーラ・ブラック                 | リサ・レイモンド マルチナ・ナブラチロワ                             | 2–6, 5–7               |
| 優勝   | 45. | 2004年7月3日   | ウィンブルドン       | 芝                | カーラ・ブラック                 | リーゼル・フーバー 杉山愛                                           | 6–3, 7–6(5)            |
| 優勝   | 46. | 2004年7月26日  | サンディエゴ         | ハード            | カーラ・ブラック                 | ビルヒニア・ルアノ・パスクアル パオラ・スアレス                     | 4–6, 6–1, 6–4          |
| 優勝   | 47. | 2004年10月10日 | フィルダーシュタット | ハード (室内)     | カーラ・ブラック                 | アンナ＝レナ・グローネフェルト ユリア・シュルフ                     | 6–3, 6–2               |
| 優勝   | 48. | 2004年10月24日 | チューリッヒ         | ハード (室内)     | カーラ・ブラック                 | ビルヒニア・ルアノ・パスクアル パオラ・スアレス                     | 6–4, 6–4               |
| 準優勝 | 24. | 2004年11月8日  | ロサンゼルス         | ハード            | カーラ・ブラック                 | ナディア・ペトロワ メガン・ショーネシー                             | 5–7, 2–6               |
| 準優勝 | 25. | 2005年4月2日   | マイアミ             | ハード            | リサ・レイモンド                 | スベトラーナ・クズネツォワ アリシア・モリク                         | 5–7, 7–6(5), 2–6       |
| 優勝   | 49. | 2005年6月18日  | イーストボーン       | 芝                | リサ・レイモンド                 | エレーナ・リホフツェワ ベラ・ズボナレワ                             | 6–3, 7–5               |
| 優勝   | 50. | 2005年7月25日  | スタンフォード       | ハード            | カーラ・ブラック                 | エレーナ・リホフツェワ ベラ・ズボナレワ                             | 6–3, 7–5               |
| 準優勝 | 26. | 2005年10月2日  | ルクセンブルク       | ハード (室内)     | カーラ・ブラック                 | サマンサ・ストーサー リサ・レイモンド                               | 5–7, 1–6               |
| 準優勝 | 27. | 2005年10月16日 | モスクワ             | カーペット (室内) | カーラ・ブラック                 | サマンサ・ストーサー リサ・レイモンド                               | 2–6, 4–6               |
| 優勝   | 51. | 2005年10月23日 | チューリッヒ         | ハード (室内)     | カーラ・ブラック                 | ダニエラ・ハンチュコバ 杉山愛                                       | 6–7(6), 7–6(4), 6–3    |
| 優勝   | 52. | 2005年11月6日  | フィラデルフィア     | ハード (室内)     | カーラ・ブラック                 | リサ・レイモンド サマンサ・ストーサー                               | 6–4, 7–6(4)            |
| 準優勝 | 28. | 2005年11月13日 | ロサンゼルス         | ハード (室内)     | カーラ・ブラック                 | サマンサ・ストーサー リサ・レイモンド                               | 7–6(5), 5–7, 4–6       |
| 準優勝 | 29. | 2006年1月7日   | ゴールドコースト     | ハード            | カーラ・ブラック                 | ディナラ・サフィナ メガン・ショーネシー                             | 2–6, 3–6               |
| 優勝   | 53. | 2006年1月17日  | シドニー             | ハード            | コリーナ・モラリュー             | パオラ・スアレス ビルヒニア・ルアノ・パスクアル                     | 6–3, 5–7, 6–2          |
| 準優勝 | 30. | 2006年2月5日   | 東京                 | カーペット (室内) | カーラ・ブラック                 | サマンサ・ストーサー リサ・レイモンド                               | 2–6, 1–6               |
| 準優勝 | 31. | 2006年2月12日  | パリ                 | カーペット (室内) | カーラ・ブラック                 | エミリー・ロワ クベタ・ペシュケ                                     | 6–7(5), 4–6            |
| 優勝   | 54. | 2006年8月6日   | サンディエゴ         | ハード            | カーラ・ブラック                 | アンナ＝レナ・グローネフェルト メガン・ショーネシー                 | 6–2, 6–2               |
| 準優勝 | 32. | 2006年10月8日  | シュトゥットガルト   | ハード (室内)     | カーラ・ブラック                 | リサ・レイモンド サマンサ・ストーサー                               | 3–6, 4–6               |
| 優勝   | 55. | 2006年10月22日 | チューリッヒ         | ハード (室内)     | カーラ・ブラック                 | リーゼル・フーバー カタリナ・スレボトニク                           | 7–5, 7–5               |
| 準優勝 | 33. | 2006年11月12日 | マドリード           | ハード (室内)     | カーラ・ブラック                 | リサ・レイモンド サマンサ・ストーサー                               | 6–3, 3–6, 3–6          |
| 準優勝 | 34. | 2007年2月4日   | 東京                 | カーペット (室内) | バニア・キング                   | リサ・レイモンド サマンサ・ストーサー                               | 6–7, 6–3, 5–7          |
| 準優勝 | 35. | 2007年7月23日  | イーストボーン       | 芝                | クベタ・ペシュケ                 | リサ・レイモンド サマンサ・ストーサー                               | 7–6(5), 4–6, 3–6       |
| 優勝   | 56. | 2007年8月19日  | ロサンゼルス         | ハード            | クベタ・ペシュケ                 | アリシア・モリク マラ・サンタンジェロ                               | 6–0, 6–1               |
| 優勝   | 57. | 2007年10月7日  | シュトゥットガルト   | ハード (室内)     | クベタ・ペシュケ                 | 詹詠然 ディナラ・サフィナ                                           | 6–7(5), 7–6(4), [10–2] |
| 優勝   | 58. | 2007年10月21日 | チューリッヒ         | ハード (室内)     | クベタ・ペシュケ                 | リサ・レイモンド フランチェスカ・スキアボーネ                       | 7–5, 7–6(1)            |
| 優勝   | 59. | 2008年2月24日  | ドーハ               | ハード            | クベタ・ペシュケ                 | カーラ・ブラック リーゼル・フーバー                                 | 6–1, 5–7, [10–7]       |
| 準優勝 | 36. | 2008年6月21日  | イーストボーン       | 芝                | クベタ・ペシュケ                 | カーラ・ブラック リーゼル・フーバー                                 | 6–2, 0–6, [8–10]       |
| 準優勝 | 37. | 2008年10月5日  | シュトゥットガルト   | ハード (室内)     | クベタ・ペシュケ                 | アンナ＝レナ・グローネフェルト パティ・シュナイダー                 | 2–6, 4–6               |
| 準優勝 | 38. | 2008年11月5日  | ドーハ               | ハード            | クベタ・ペシュケ                 | カーラ・ブラック リーゼル・フーバー                                 | 1–6, 5–7               |
| 準優勝 | 39. | 2009年6月20日  | イーストボーン       | 芝                | サマンサ・ストーサー             | 杉山愛 アクグル・アマンムラドワ                                     | 4–6, 3–6               |
| 準優勝 | 40. | 2009年7月4日   | ウィンブルドン       | 芝                | サマンサ・ストーサー             | セリーナ・ウィリアムズ ビーナス・ウィリアムズ                       | 6–7(4), 4–6            |
| 準優勝 | 41. | 2009年8月23日  | トロント             | ハード            | サマンサ・ストーサー             | ヌリア・リャゴステラ・ビベス マリア・ホセ・マルティネス・サンチェス | 6–2, 5–7, [9–11]       |
| 優勝   | 60. | 2010年6月20日  | イーストボーン       | 芝                | リサ・レイモンド                 | クベタ・ペシュケ カタリナ・スレボトニク                             | 6–2, 2–6, [13–11]      |
| 準優勝 | 42. | 2010年8月8日   | サンディエゴ         | ハード            | リサ・レイモンド                 | マリア・キリレンコ 鄭潔                                             | 4–6, 4–6               |
| 準優勝 | 43. | 2010年8月15日  | シンシナティ         | ハード            | リサ・レイモンド                 | ビクトリア・アザレンカ マリア・キリレンコ                           | 6–7(4), 6–7(8)         |

## 4大大会ダブルス優勝
- 全豪オープン 2000年：女子ダブルス・混合ダブルス2部門を制覇
- ウィンブルドン 女子ダブルス：2勝（2001年・2004年）
- 全米オープン 2001年：女子ダブルス・混合ダブルス2部門を制覇